# 블랙 라군
《블랙 라군》(일본어: ブラックラグーン, Black Lagoon)은 히로에 레이 원작의 만화와 TV 애니메이션 제목이다. 동남아시아 해역에서 해적 행위를 하는 용병 일당의 이야기를 그리고 있다.

## 스토리
명문대학을 졸업하고 유명 대기업인 아사히 공업에 입사한 신입사원 오카지마 로쿠로. 그는 전형적이고 모범적인 소시민 샐러리맨이다. 어느 날 회사의 정보가 들어있는 디스크를 가지고 동남아시아로 출장을 가게 된 그는 암거래중개상 [라군상회]에게 납치당하고 만다. 상회는 그가 가진 디스크와 함께 로쿠로의 몸값도 받아낼 심산으로 접근한 것이였다. (사실 로쿠로가 지닌 회사의 정보 디스크엔 회사의 1급 기밀에 관한 정보가 들어있었음)
로쿠로는 회사의 구원을 목이 빠지게 기다렸으나 회사는 디스크와 함께 라군상회의 배를 침몰시키기 위해 무장용병을 고용하여 그들을 무차별로 공격한다.
하루아침에 뼈를 묻을 회사에 배신당하고, 평생을 살아왔던 양지에서 추방당해 미아가 되고만 로쿠로. 결국 그는 라군상회가 활동하는 전 세계 범죄조직의 집합소인 로아나프라라는 도시에서 생활하며 인생 최대의 일탈을 시작한다.

## 등장 인물

### 라군상회
무법자들의 도시 노아나프라에서 활동중인 청부조직으로 소수정예를 표방하듯 능력있는 4인체제로 운영중. 보스는 더치. 돈만 지불된다면 무슨일이든 한다고 한다. 로아나프라엔 청부업 조직들이 무수하게 많지만 라군상회가 특히나 유명한 이유는 일처리가 확실하다는 것과 '호텔 모스크바'나 '삼합회'같은 거대 범죄조직이 후원자로 있기 때문. 작중에서 벌어지는 대부분의 에피소드도 이쪽 조직이 의뢰한 일을 처리하다 말려드는 경우가 많다.
레비(Revy)
성우 - 토요구치 메구미/소연 (성우)
중국계 미국인으로, 본명은 레베카. 라군상회의 일원으로 뛰어난 사격실력을 자랑하는 총잡이(Gun Man). 베레타 M92FS을 개조한 『소드 커틀라스 (Sword Cutlass)』라는 쌍권총을 휘두르고 다니기 때문에 Two Hand라는 별명으로 불린다. 다혈질에 입이 거칠며 참을성이 없어 마음에 안드는 일이 생기면 욕을하며 총을 난사하는 거친성격으로 유명하다. 그러나 일본 야쿠자편에서 어린 아이들과 놀며 즐거워하는 모습을 보면 속마음은 순수하고 착한 것으로 보인다. 밑바닥에서 태어나 불우한 어린시절을 보낸 그녀는 철저히 로아나프라에 어울리는 인물로 묘사되곤 한다. 그렇기에 평범한 세계에서 살다온 록의 도덕적인 발언이나 행동을 대단히 역겹게 생각하였다. 그러나 동고동락하면서 여러사건을 겪은 뒤로는 록의 존재를 인정해 준다.
록(Rock)
성우 - 나미카와 다이스케/강수진 (남자 성우)
본명 오카지마 로쿠로(岡島 緑郎). 본래 명문대학을 졸업하고 유명 대기업인 아사히 공업에 입사한 평범한 회사원이였다. 그러나 회사에서 비밀리에 추진중이던 핵과 관련된 시설의 건설 정보가 기록된 서류를 가지고 출장을 가다가 라군상화에 납치되어 갖은 고생을 한다. 결국 회사 간부들의 결정에 의하여 토사구팽 - 죽은사람으로 취급된 로쿠로는 라군상회에 들어가 전 세계 범죄조직이 우글대는 해안도시 '로아나프라'의 사람이 되어 생활하게 된다. 이곳에서는 더치가 붙어준 이름인 『록』이라 불리며, 회사원 시절 익힌 뛰어난 말주변으로 협상등에서 두각을 나타낸다. 명문 국립대학을 나와서 그런지 자잘한 지식에 밝으며, 각종 외국어에 능통함은 물론 뛰어난 통찰력과 재치가 결정적인 상황에 도움이 되기도 한다. 이때문에 호텔 모스크바의 대간부인 발랄라아카의 신뢰를 얻기도 하였으며 가끔 조언을 구하기도 한다. 자신을 싫어하는 레비에 의하여 초반에는 관계가 미묘했지만, 동고동락하면서 신뢰를 얻은 뒤로는 확실한 파트너 관계가 되었다.
더치(Dutch)
성우 - 이소베 츠토무/김환진
건장한 몸집을 가진 스킨헤드의 흑인남성. 라군상회의 보스이다. 실질적으로 라군상회 거래의 성사나 상회의 로아나프라 내의 정치적 입장의 결정에 대해서 책임지고 있다. 겉모습에서 드러나듯 터프하고 카리스마가 넘치지만 의외로 지적인 성격을 지닌 괴짜. 외모와는 다르게 냉정 & 침착하며 일에 대해서는 어떠한 도덕감정도 윤리도 없이 단지 이익만을 추구하는 로아나프라의 생리에 충실한 전문가이다. 베트남 전쟁때 브라운워터 네이비(brown Water Navy)로서 참전했다는 언급이 작중에 등장하나, 대부분의 과거가 베일에 쌓여있다. 과거 로아나프라에서 삼합회와 러시아 마피아간의 항쟁으로 미스터 챵과 발랄라이카가 서로 죽기 직전까지 싸웠을 때 구경을 하였으며 후반부에 끼어들어 중재하였다고 하는데, 그때문인지 미스터 챵과 발랄라이카아의 사이가 매우 돈독하다.
사용 총기는 S&W M29 & Remington M870 산탄총.
베니(Benny)
성우 - 히라타 히로아키/한상덕
라군상회에 소속된 백인남성으로 유대인 출신. 과거 유명한 해커였는데, 미국 플로리다에서 불꽃놀이(미국의 증인보호 프로그램에 의해 은폐된 증인들의 신상정보 혹은 증언들을 공개적으로 터트려 버리는 일)를 하다 걸리는 바람에 국제경찰과 마피아에게 쫓기는 신세가 되었고, 죽을뻔한 상황에 레비가 도와주어 라군상회에 들어왔다고 한다. 기계에 대한 지식은 타의추종을 불허하여 상회의 배 정비나, 각종 기계운영을 맡고 있다. 컴퓨터에 대해선 천재적인 실력을 자랑하기에 몇몇 에피소드에선 정보의 수집과 각종 보안망도 뚫는 등 일류 해커의 모습을 보여준다.

### 호텔 모스크바
발랄라이카
성우 - 코야마 마미/에일리
러시아의 거대 범죄조직 '호텔 모스크바'의 대간부. 그 중에서도 전 세계의 범죄조직들이 밀집한 로아나프라 지부의 보스이다. 발랄라이카는 조직내에서 불리는 별명으로, 본명은 『소피야 이리노스카야 파블로비나(Sophia Irinoskaya Pablovina)』.
놀랄만큼 냉철한 성격에 목적을 위해서라면 수단방법을 가리지 않는 냉정함과 잔인함도 갖추고 있는 인물로, 강력한 리더쉽과 카리스마로 조직을 완전히 장악하고 있다. 그녀의 평가치가 얼마나 대단한지 호텔 모스크바의 최고 우두머리인 '포도르 슬레이빈'의 신뢰가 매우 두텁다고 한다. 조직에 속한 자신의 부하들(옛 전우들)을 건드리는 자들은 용서하지 않으며, 그들의 원수를 갚기 위해선 로아나프라를 불바다로 만드는 것도 서슴지 않을듯한 모습을 보인다. 호텔 모스크바의 직접적인 이익이 걸려있지 않는 한은 친분 관계에 있어서도 도의를 지키는 편. 과거 삼합회와는 철천지 원수였지만, 현재는 서로의 이익과 신뢰를 존중하며 표면적으론 협력을 유지하는 방식을 취하고 있다. 막가나는 레비도 발랄라이카를 함부로 대하지 못하여 오히려 누님이라 부르며 깍듯이 대한다.
과거 그녀는 3차 세계대전에서의 활약을 목적으로 비밀리에 육성된 소련군 특수부대인 VDV 소련공정단의 대위 출신으로, 공정단 산하의 장거리 정찰부대인 『제318 후방교란여단 11지대』의 지휘관으로서 소련-아프가니스탄 전쟁에 참여한 전적이 있다. 당시의 악명에 의하여 동료들은 『킬링 머신(killing machine)』으로 불렀다고함. 군생활 당시 포로로 붙잡혀 적들에게 당한 고문으로 얼굴과 몸에 심한 화상흉터가 남았는데, 덕분에 Fry Face(튀김 얼굴)이란 별명을 얻기도 하였다. 그러나 아프가니스탄에서의 비밀작전 수행중 상부의 지시를 무시하고 독단으로 행동한 책임에 의하여 부하들과 함께 불명예 제대를 당하며 강제적으로 군에서 버림 받는다. 이후 갈곳없이 떠돌던 발랄라이카 일행은 방탕한 생활을 보내지만 이대로 썩어가는 건 먼저 죽어간 전우들을 욕하는거라 생각하고 러시아 미피아 조직인 호텔 모스크바에 들어간다. 군복무 시절 그녀와 함께한 부대원들은 지금까지도 그녀를 따르며 이러한 충성심은 '호텔 모스크바'가 로아나프라에서 가장 강한조직으로 군림하는 데 결정적인 역할을 한다.
보리스
성우 - 쿠스노키 타이텐/한상덕
발랄라이카가 가장 신뢰하는 부하이자 로아나프라 지부의 부두목격인 인물. 과거 그녀가 지휘하던 특수부대의 부관 출신으로 계급은 중사였던 것으로 보인다. 얼굴에 나있는 큰흉터가 특징. 그 누구보다도 발랄라이카가 믿고 모든것을 맡길만큼 성실하고 듬직한 인물로, 현재는 그녀를 보좌하는 비서역할 & 부하들(전직 특수부대원)을 통솔하는 역할을 맡고 있다. 가끔식 과거 군복무 시절의 이야기를 발랄라이카와 나누는게 즐거움인듯 하다.
사하로프
호텔 모스크바의 수금원. 과거 발랄라이카와 아프가니스탄 전장을 누빈 전우이자 부하로, 계급은 상병. 메니쇼프와 2인 1조로 행동함. 작중 청부 살인업자인 헨젤과 그레탈 남매에게 걸려 살해된다.
메니쇼프
호텔 모스크바의 수금원. 과거 발랄라이카와 아프가니스탄 전장을 누빈 전우이자 부하로, 계급은 하사. 헨젤과 그레텔 남매에게 납치되어 구문을 당하며 장난감 취급을 받다가 사망.
바실리 러브체프
호텔 모스크바의 간부. 전KGB의 요원 출신으로, 과거에 발랄라이카 현역으로 있던 시절의 상관이였다. 당시 발랄라이카가 죽도록 고생해서 임무를 수행했지만 바실리가 소속된 KGB 때문에 토사구팽 당한적이 있어서 그런지 발랄라이카가 엄청나게 싫어하는 인물중 하나. 군에서 전역한 이후 발랄라이카와 비슷하게 마피아가 되었으나 자신보다 좋은 대접을 받는 발랄라이카를 비난하며 언젠가 뭉개버릴 생각이 가득한 것으로 보였다. 작중 중후반부 에피소드인 일본 야쿠자편에서 잠깐 등장하지만 결국은 긴지에게 목이 베여 살해당한다.

### 삼합회
미스터 챵
중국의 유명한 범죄조직 삼합회의 태국 & 로아나프라 지부의 보스. 본명은 『챵 와이산(張維新)』. 전직은 홍콩 경찰이였으나 어떠한 일을 계기로 삼합회의 일원이 되었다고 한다. 검은색 선글라스 & 코트가 특징으로, 80~90년대를 풍미했던 홍콩 느와르 영화의 주인공같은 외모를 지녔다. (실제로 미스터 챵의 모티브는 저우룬파라고 작가가 말하였다.) 소탈하고 사교성이 좋은 성격으로 별명은 '베이브'. (본인은 이벌명을 싫어한다.) 로아나프라의 주요조직간의 세력균형을 유지하기 위해 힘쓰고 있으며, 최대의 라이벌인 호텔 모스크바와도 외줄타기 같은 균형 관계를 유지하며 지내고 있다. 조직들간의 회의때 주로 중재를 맡는 입장인데 한성깔하는 각조직의 보스들이 고분고분 따르는것을 보면 그의 통솔력이 대단하다는 증거가 된다.
과거 호텔 모스크바와의 대혈전에서 발랄라이카와는 목숨을 걸고 싸웠던 적이 있으며, 언젠가는 끝을 내야 할 사이라고 생각하고 있는 듯. 과거엔 일류의 사격솜씨를 자랑하던 쌍권총 건맨이었다. 챵의 사격솜씨는 레비도 인정하며 존경을 표시할 수준. 더치에게 자주 일을 의뢰해오는 단골이며 그만큼 사이도 돈독하다. 사용무기는 그립에 용을 새긴 베레타 M76 틴타이송롱(天帝雙龍) 커스텀.

### 로아나프라의 주민들
시스터 요란다
성우 - 타케구치 아키코
로아나프라에 위치한 립 오프 성당의 관리를 맡고있는 인물. 정확한 나이는 불명인 할머니이며, 한쪽눈에 안대착용하고 있다. 로아나프라에서 유통되는 대부분의 마약과 무기의 밀거래 & 유통을 도맡은 숨은 실력자로, 로아나프라 조직들과의 담판으로 독점권을 따냈다. (립 오프 성당을 거치지 않고 무기를 밀매하다 적발되면 목숨을 내놓아야 한다고 함.) CIA 상층부와 친분이 있으며, 정보수집능력이 탈월하여 그녀의 실제적인 배후엔 무언가 엄청난 것이 있는 것으로 보인다. (작중의 언급들을 종합해보면 영국의 첩보부인 MI-6 출신으로 보인다.) 취미는 홍차 마시기. 사용 무기는 금색의 Desert Eagle. 자신의 장사를 방해하는 인물에겐 가차없이 총을 갈겨댄다.
시스터 에다
성우 - 카라사와 쥰
립 오프 성당의 수녀이자 시스터 요란다의 오른팔. 레비와 마찬가지로 성질이 거칠고 다혈질이다. 일단은 수녀의 복장을 하고있지만 예배시간이 아닐땐 술을 마시러 다니거나 헌팅을 하러 다니거나 레비와 함께 포커를 치는 등 정상인은 아닌것으로 보인다. 레비와는 친분있으며 죽이 잘맞는 모습을 보이지만, 만날 때마다 싸우면서 총구를 서로 들이대곤 한다. 사격솜씨는 일품이지만 레비보다는 한수 아래. 작중 후반부에서 시스터 에다가 CIA와 깊은 관련이 있는 인물이라는 암시가 나오며 그녀의 진짜 정체는 CIA 요원이라는게 드러난다. 그녀가 로아나프라에서 생활하는 이유는 베일에 쌓여있지만, 세계적인 범죄조직들이 밀집한 로아나프라에서 CIA의 힘을 비탕으로 여러 가지 사업을 벌이는 것으로 보인다.
리카르도
로아나프라 립 오프 성당에 소속된 견습 신부. 평범한 외모를 지녔지만, 유사시엔 기관총을 갈겨대는 위험한 인물. 시스터 에다를 누님이라고 부르는데 맨날 혼난다.
바오
로아나프라에서 가장 유명한 술집인 『엘로우 플래그』의 주인. 남배트남의 패잔병 출신으로 탈주병을 거둬주며 술집을 개업했다고 한다. 로아나프라에 거주하는 범죄조직원들과 기타 다양한 사람들이 술집에 자주 드나들기에 각종 정보의 수집에 능통한편. 그렇기에 라군상회의 일원들도 이곳에서 한잔하며 바오에게 정보를 얻기도 한다. 하지만 범죄자들간의 싸움이나 각종 트러블에 말려들기에 가계가 수십번 박살난다. 그래도 바오는 어찌어찌하여 다시 가계를 수하여 장사를 이어나가는중. (가계 수리비는 대부분 호텔 모스크바에서 내주는듯 하다.) 특히 바오는 엘로우 플래그를 자주 박살내는 트러블 메이커 레비를 요주의 인물로 여긴다.
쉔호아(仙鶴/xianhe)
성우 - 사사키 유코
대만 본성인(국민당 정부가 옮겨오기 전부터 있던 대만 거주자) 출신의 여성. 삼합회의 요청으로 임무를 수행하게 된 라군 일행들에게 미스터 챵이 붙여준 보디가드 역할로 첫등장. 긴흑발에 진한 화장을 하였으며, 노출도가 심한 차이나 드래스가 특징. 주요 무기는 나이프와 끈이 달려있는 2자루의 유엽도로 '총은 총알이 떨어지면 끝이지만 나이프는 그럴 염려가 없다'면서 칼에 대한 애착이 강하다. 자신의 직업인 청부살인을 할대에는 반드시 높은굽의 하이힐을 신고 임하는데, 고수가 드문 로아나프나에서 언제든지 강한 상대와 싸우기 위한 일종의 수련이라고 말한다. 이것을 벗는 건 진심으로 싸우겠다는 표시라는 의미인듯. 영어발음이 서툴어 말을 더듬는게 특징이며 레비가 말더듬녀라고 놀리기도 하였다. 후에 소여, 로튼 '더 위저드'와 함께 팀을 만들어 청부업을 하는 것으로 나온다.
소여(sawyer)
본명 불명. 전기톱을 사용하기에 통칭 톱잡이(sawyer)로 불린다. 직업은 로아나프라의 청소부로 의뢰받은 시체나 사람을 흔적없이 처리하는 일종의 뒷처리업자. 목에 깊은 상처가 있어서 인공 성대를 쓰지 않으면 말을 할 수 없으며, 그게 없으면 급격히 우울해지는 증상을 보인다. 훗날 인공성대를 고정형으로 바꿈. 음침한 외모를 지녔지만, 일을할땐 고글과 마스크, 흰색 방수복으로 몸을 가리고 있기에 그녀의 실제모습을 본이는 많지 않다. 평상시는 고스로리 복장을 하고 다닌다.
로튼 '더 위저드(The Wizard)'
성우 - 스키다 토모카즈
로아나프라에 거주하는 청부업자. 상당히 멋들어진 외모와 분위기를 풍기는 인물이지만, 항상 어이없게 당하는 경우가 많다. 주로 멋들어진 대사를 날리며 총을 쏘려고 하다가 한방에 나가 떨어짐. 방탄 섬유로 이루어진 코트를 항상 입고 다니며, 술을 마시지 않기에 술집에서도 혼자 우유를 마신다. 한마디로 개그 캐릭터.

### 라블레스 가(家)
- 로베르타(Roberta)

라브레스 가문의 메이드. 본래는 콜롬비아에서 활동하던 FARC 소속의 게릴라이자 테러리스트로, 뛰어난 살인술과 터미네이터급의 체력을 이용하여 수많은 사람들을 죽여온 인물. 그렇기에 [플로렌시아의 사냥개]로 불리며 악명을 떨쳤고 현재도 막대한 현상금이 걸린 악당이다. 현재는 라블레스 가문의 당주 '디에고 페르난도 라블레스'에게 거뒤들여저 새로운 인생을 살고있는중. 그렇기에 라블레스 가문에 죽을때까지 충성하겠다는 마음을 먹고있다.
그녀의 첫등장은 Rasta Blasta편. 콜롬비아 카르텔에게 납치된 라블레스가의 장남 가르사아를 구하기 위하여 로아나프라에 찾아온다. 가녀린 외모와 정중한 말투와는 달리 가르시아를 구하기 위하여 방탄천으로 이루어진 양상형 산탕총과 기관총이 탑재된 방탄형 여행가방등 각종무기를 사용하여 로아나프라 곳곳을 쑥대밭으로 만든다. 작중 최강의 총잡이로 묘사되는 레비와도 호각 or 그이상의 실력을 보여주며 싸워 엄청난 전투능력을 입증하였다.
이후 등장이 없다가 라블레스 가문의 당주인 디에고가 암살당하자 암살을 실행한 자들을 몰살시키기 위하여 다시한번 과거의 악랄했던 자신으로 돌아가는데, 지난번 로아나프라에 왔을때와는 비교를 불허할 정도로 압도적인 전투력을 보여주며 미군 특수부대, 로아나프라 갱스터 & 고용된 암살자들을 혼자서 처리한다. 하지만 최후엔 자신의 복수전이 죄의식에 대한 자기 기만에 불과하다는 것을 깨닫고 살육을 멈춘다.
- 가르시아 라블레스(Garcia Loveless)

라블레스 가문의 외동아들. 로베르타를 잘따르는 소년으로 과거 악랄했던 로베르타도 가르시아 앞에선 선한 모습을 보인다. 콜롬비아 카르텔에 납치되는 사건 이후로 로베르타의 진정한 모습을 보게 되었지만, 그러한 모습에 주눅들지 않고 그녀와 함께 고향으로 돌아간다.
이후 아버지인 디에고가 암살당하자 복수를 위하여 모습을 감춰버린 로베르타를 찾기 위하여 라군상회에 도움을 청하기도 한다.
- 파비올라 이글레시아스

라블레스 가문의 메이드. 디에고 라블레스의 사망이후 복수를 위하여 모습을 감춘 로베르타를 찾으러 로아나프라에 나타난 가르시아를 시중드는 메이드로 첫등장한다. 겉모습으로 봐서는 어린 소녀로 보이지만, 작중 묘사에 따르면 상당한 카포에라 실력자 & 총기루 다루는데도 일겨견이 있는 폭력 메이드. 로베르타를 연상시키는 포스를 보여주며 로아나프라 갱스터들을 쓸어버렸다.

### 와사미네 파
- 반도 츠기오

일본 야쿠자편에 등장하는 인물. 유키오의 이버지인 선대 두목의 와시미네파의 두목 대행을 맡고 있었다. 그러나 와시미네파와 상위조직인 코우사파와의 관계가 안좋아지자 큰고민에 빠지고 만다. 본디 와시미네파는 다른 조직들과는 다르게 마약 거래와 같은 불법적인 일에 참여하지 않은턱에 벌어들이는 수입이 적어 일본 야쿠자 패거리 사이에서의 위치가 점점 추락하고 있었다. 그나마 상위조직인 코우사파의 선대 두목과 외시미네파 전대 두목(유키오의 부친)이 형제간이라 과거엔 조직의 위치가 아슬아슬하게 유지되었지만, 코우사파의 선대 두목이 사망한 이후 새로운 두목에 오른 '코우사 마사미'가 유키오의 아버지와 사이가 좋지 않았기에 엄청난 핍박을 받는다. 결국 반도는 와시미네파의 기사회생을 위하여 간부 라프체프의 실책으로 일본에서의 영향력을 잃어가고 있던 호텔 모스크바가 발랄라이카를 파견하여 일처리를 맡긴다는 소식을 듣고는 접근 - 자신들과 동맹을 맺자는 제안을 한다. 처음엔 동맹관계가 잘유지되지만 발랄라이카의 일처리방식이 너무 과격한데 불만을 품고 동맹을 파기하려고 했다가 발랄라이카에 의하여 살해 당한다. 이때문에 발랄라이카는 자신들에게 방해물이 되어버린 와시미네&코우사파를 몰살시키기로 결정하는 계기를 제공하고 만다.
- 와시미네 유키오(鷲峰雪緒)

일본 야쿠자편에 등장하는 의지가 강하고 고전문학을 좋아하는 안경소녀. 사실 그녀는 쇠락한 야쿠자 조직인 와시미네 파 13대 두목의 외동딸이다. 본래는 이쪽 세상과는 연관이 없었지만, 두목 대행인 반도 츠기오의 실책으로 일본 야쿠자간의 싸움에 호텔 모스크바가 개입하는 바람에 비일상의 세상에 발을 들이게 된다. 발랄라이카가 일본의 일부 야쿠자 조직을 정리하려는 움직임을 보이자 조직의 식구들을 지키기 위하여 두목 대행 반도의 사망이후 새로운 두목의 자리에 오른다. 이후 자신을 따르는 조직원들과 함께 발랄라이카에 맟서서 싸웠으나 마지막에는 록과 레비가 보는 앞에서 자살한다. 참고로 유키오의 죽음으로 인하여 충격을 받은 록은 인간으로서의 도덕적인 감정을 버리고, 목숨을 저중질하는 로아나프라에 걸맞은 사람으로 변하고 만다.
- 마츠자키 긴지(松崎銀次)

건장한 체격의 인물로 항상 선글라스를 쓰고 다닌다. 본래 와시미네 파의 행동대장으로 일본도 하나로 수많은 적들을 죽였기에 '인간백정'로 불리며 악명을 떨쳤었다. 그러나 12대 두목의 사망이후 은퇴하였고, 이후에는 13대 두목의 외동딸인 와시미네 유키오를 지키게 된다. 유키오와의 평화로운 생활이 마음에 들었는지 그녀를 깍듯이 대접하며 충성을 맹세하기도 한다. 그러나 두목 대행인 두목 대행인 반도 츠기오의 실책으로 일본 야쿠자간의 싸움에 발랄라아키가 이끄는 호텔 모스크바가 개입하고 결과적으론 와시미네파가 위험에 처하자 목숨걸고 두목의 자리를 계승한 유키오를 지키기 위하여 다시 현역에 복귀하게 된다. 이후 레비 & 록과 협력하여 조직의 배신자들을 처단하며 대활약하는데, 날아오는 총알을 일본도로 두조각내는 엄청난 모습에 레비가 감탄하기도 한다.
긴지는 유키오를 도와 조직을 지키기 위하여 노력하지만 발랄라이카의 작전에 의하여 이미 재기불능의 괴멸을 당한 조직을 살릴 방법이 없었다. 이후 록의 설득을 받아들인 발랄라이카가 유키오 & 긴지가 항복하면 봐주겠다는 제안을 하였지만, 죽어간 조직원들간의 의리를 지키겠다며 유키오가 싸움을 선택하자 모든것을 채념한 긴지는 발랄라이카를 처리하기 위한 계획을 세운다. 하지만 그들을 말리러온 록 & 레비와 마주치게 되고 결국 긴지는 레비의 뜻대로 일기토를 벌인다. 초중반까지는 레비를 압도하며 우위를 점하나 유키오의 발언에 순간 방심하였고 결국은 레비의 총에 맞고 사망.

### 기타
- 헨젤과 그레텔

로아나프라에 나타난 살인청부업자. Swan Song at Down 편에 등장한다. 루아니아 출신으로 은발에 녹색 눈동자를 지닌 일란성 쌍둥이 남매다. 어린시절 아동 포르노 비디오의 촬영에 이용되면서 아주 불우한 시절을 보냈는데, 그들은 살기위해 비디오 업자들이 시키는대로 스너프 비디오를 찍기도 하였다. 이때 사람을 죽이는 일을 배워 살인에 특화된 악귀들로 변해버렸다. 남자아이인 헨젤은 도끼를 사용하며, 여자아이인 그레텔은 브라우닝 자동 소총을 사용하여 살인을 저지른다. 그들은 로아나프라의 조직중 하나인 이탈리아 미피아인 베르키오 패밀리의 의뢰를 받고 삼합회나 호텔모스크바등의 조직원들을 암살하며 공공의 적으로 낙인 찍혔는데, 특히 호텔 모스트바의 일원들을 많이 살해하여 발랄라이카를 격노하게 만들었다. 결국 발랄라이카가 자랑하는 전직 특수부대원들에 의하여 헨젤은 사살되고, 그레텔은 발랄라이카의 사주를 받은 브로커에 의하여 살해당함. 참고로 작중에서 헨젤과 그레텔이 서로의 옷을 바꿔가며 성별을 바꾸는 묘사가 존자하여 팬들 사이에선 논쟁거리. 정황상 남자아이인 헨젤이 스너프 비디오를 찍던 시절 강제적으로 성전환 수술을 받게되어 이남매들의 성정체성이 뒤틀린것으로 보는 추측이 지배적이다.

## 등장 무기들

### 애니메이션 1기,2기
- 레비의 권총은 베레타 M92FS를 개조한 소드 커틀라스이다. 더치의 권총은 스미스&웨슨 M629이다.
- 에피소드 1 : EO사 일당은 AKS-74U를 사용한다. 보트에서 레비가 록에게 주는 총은 헤클러&코흐 G3이다.
- 에피소드 2 : 끝 부분에서 레비는 RPG-7을 사용한다.
- 에피소드 3 : 루아크 일당의 보트는 M2 기관총으로 무장했으며, 소총으로는 AK-101(추정), M16A1, FN FAL을 사용한다. 레비는 M79 유탄 발사기, PM-63 기관단총을 사용한다.
- 에피소드 4 : 레비는 APS 수중돌격소총을 사용한다. 독일 SS장교가 함장을 쏜 총은 Walther P38 권총이다. 잠수함 승조원이 Mauser Karbiner 1898 Kruz를 들고 있는 모습이 나온다. 백인 우월단체가 쏜 미사일은 BGM-71 'TOW' 대전차 미사일이다.
- 에피소드 5 : 백인 우월단체가 사용하는 기관총은 MG3로 추정된다. 쿠르펜 페라는 헤클러&코흐 MP5를 사용한다.
- 에피소드 6 : 백인 우월단체는 MAC-10 등을 사용한다. 백인 우월단체 부관 브리츠 스탠포드가 사용하는 총은 Luger P-08 Long Barrel 'Atillery' 반자동권총이다.(단, 커스텀마이징이 꽤 많이 된 모양이라 실제 스펙과는 다른 듯 하다.) 더치가 사용하는 건 레밍턴 M870 Shotgun이다.
- 에피소드 7 : 시스터 에다는 Glock 17 권총을 사용한다.
- 에피소드 9 : 우산 안의 산탄총은 개머리판 모양을 봤을 때, Franchi SPAS-12로 추정된다. 가방 안의 기관총은 FN 미니미로 추정된다. 카르텔 측은 잉그램 MAC-10 등을 사용한다.
- 에피소드 10 : 호텔 모스크바 측은 드라구노프 저격총, AK-74 등을 사용한다. 발랄라이카는 Stechkin APS 권총을 사용한다.
- 에피소드 11 : 레비가 쫓아오는 보트에 레밍턴 700을 쏘는 장면이 있다.
- 에피소드 13 : 뱀파이어 쌍둥이는 브라우닝 자동 소총을 사용한다.
- 에피소드 15 : 호텔 모스크바 측은 드라구노프 저격총을 사용한다.
- 에피소드 16 : 시스터 요란다의 화려한 황금총은 데저트 이글이다. 신부견습생 리카르도가 M60을 난사하는 장면도 있다. 후반부 로튼 더 위자드는 Mauser C96 반자동권총을 보여준다.
- 에피소드 19 : 호텔 모스크바 측은 AKS-74U를 사용한다.
- 에피소드 20 : 와사미네 조직원 챠카가 살짝 보여줬다가 이후 에피소드에서 사용하는 총은 Ruger SA Revolver 'Black Hawk'이다.
- 에피소드 21 : 와시미네 측은 M3 기관단총 등을 사용한다.
- 에피소드 23 : 호텔 모스크바 측은 VSS 빈토레즈를 사용한다. 유키오가 기존에 가지고 있던 권총은 TT-33이다.
- 에피스드 24 : 일본 조직원이 발랄라이카에게 넘겨줬다 욕 먹은 총은 ACCU-TEK HC.380 반자동권총이다.

### 애니메이션 3기(OVA)
- 2010년에 전 5화로 발매되었다. 만화판 후반의 내용인 로베르타의 복수귀 에피소드가 다뤄지며 후반부의 결말에 약간 차이가 있다.

## 트리비아
- 에피소드 9는 터미네이터 2를 패러디하였다.